# Ichromantis dichroica
Ichromantis dichroica är en bönsyrseart som beskrevs av Renaud Maurice Adrien Paulian 1957. Ichromantis dichroica ingår i släktet Ichromantis och familjen Iridopterygidae. Inga underarter finns listade i Catalogue of Life.